# Ballads (Ike Quebec)
Ballads è un album raccolta di Ike Quebec, pubblicato dalla Blue Note Records nel 1997.
Contiene brani del periodo 1960-1962, registrati negli studi di Rudy Van Gelder a Englewood Cliffs nel New Jersey (Stati Uniti). Si tratta precisamente di un paio di brani usciti solo come 45 giri e altri pezzi pubblicati su album precedenti.

## Tracce
1. Nancy (With the Laughing Face) – 7:24 (Jimmy Van Heusen, Phil Silvers) – Registrato il 20 gennaio 1962
2. Born to Be Blue – 4:54 (Mel Tormé, Robert Wells) – Registrato il 1º marzo 1962
3. The Man I Love – 6:30 (George Gershwin, Ira Gershwin) – Registrato il 26 novembre 1961
4. Lover Man – 5:58 (Jimmy Davis, Roger "Ram" Ramirez, Jimmy Sherman) – Registrato il 9 dicembre 1961
5. Willow Weep for Me – 5:21 (Ann Ronell) – Registrato il 9 dicembre 1961
6. If I Could Be with You (One Hour Tonight) – 6:04 (Henry Creamer, James P. Johnson) – Registrato il 25 settembre 1960
7. Everything Happens to Me – 6:39 (Tom Aldiar, Matt Dennis) – Registrato il 25 settembre 1960
8. Imagination – 5:10 (Johnny Burke, James Van Heusen) – Registrato il 13 febbraio 1962
9. There Is No Greater Love – 4:43 (Isham Jones, Marty Symes) – Registrato il 13 febbraio 1962

## Musicisti
Brano 01
- Ike Quebec - sassofono tenore
- Sonny Clark - pianoforte
- Milt Hinton - contrabbasso
- Art Blakey - batteria

Brano 02
- Ike Quebec - sassofono tenore
- Grant Green - chitarra
- Sonny Clark - pianoforte
- Sam Jones - contrabbasso
- Louis Hayes - batteria

Brano 03
- Ike Quebec - sassofono tenore
- Freddie Roach - organo
- Milt Hinton - contrabbasso
- Al Harewood - batteria

Brani 04 & 05
- Ike Quebec - sassofono tenore
- Freddie Roach - organo
- Milt Hinton - contrabbasso
- Al Harewood - batteria

Brani 06 & 07
- Ike Quebec - sassofono tenore
- Charles Thompson - pianoforte
- Milt Hinton - contrabbasso
- J.C. Heard - batteria

Brani 08 & 09
- Ike Quebec - sassofono tenore
- Earl Van Dyke - organo
- Willie Jones - chitarra
- Sam Jones - contrabbasso
- Wilbert Hogan - batteria